# 타이헤이마루
타이헤이마루 또는 다이헤이마루(일본어: 太平丸 たいへいまる[*] , 영어: Taihei Maru)는 일본 제국 해군이 제2차 세계 대전 및 태평양 전쟁에서 운용한 수송선이다. 1928년에 건조되었으며, 시마타니 키센(Shimatani Kisen), 다이도 카이운(Daido Kaiun)에 거쳐 일본 제국 해군이 운용하였다. 일본 해군은 타이헤이마루라는 수송선을 여러 대 운영하였으며, 약 8대 정도 보유하였다.

## 출항
1944년 7월 5일, 타이헤이마루는 구축함 아케보노, 우시오, 우수구모 및 다른 수송선인 우메카와마루, 카사토마루, 제2신코마루와 함께 "키 504 선단"에 소속되어 홋카이도 오타루시에서 출항하였다. 당시 이 호송선단의 도착지는 쿠릴 열도였으며, 물자와 노동력을 수송하는 목적을 갖고 있었다. 
당시 배에 탑승하고 있었던 대부분의 사람들은 조선인들이었다. 징용된 조선인들은 강원도와 황해도 출신이었다. 이들은 각자 고향에서 징집되어 부산으로 보내졌으며, 그곳에서 혼슈 시모노세키시로 배로 이동했으며, 다시 기차를 타고 홋카이도 오타루시에 내려졌다. 이들은 오타루시에서 일본 군복으로 환복하고 배에 탑승하였다.

## 침몰
호송선단은 오호츠크해 부근 1944년 7월 7일에 USS 스케이트에 공격을 받았으며, 이 과정에서 우수구모가 침몰하였다. 1944년 7월 9일 오전에 타이헤이마루가 USS 선피시의 어뢰 공격을 받고 침몰하였다. 당시 타이헤이마루에 탑승하고 있었던 조선인들은 대부분 사망하였으며, 소수의 생존자만 겨우 구조될 수 있었다. 당시 탑승하고 있었던 조선인들의 수가 적게는 180명(일본 정부의 집계)에서 많게는 1000명(희생자의 증언) 정도로 알려져 있다. 당시 타이헤이마루가 격침된 좌표는 51°19′N , 155°43′E이며, 아틀라소프섬 북쪽에 있다.
경기도 안산시에 거주하고 있는 생존자 전금돌 할아버지는 강제연행된 한국인 1천여명이 타고 있었으며 이중 9백명이 몰사했다는 증언을 하였다.

## 대응
대한민국 정부는 2006년 국무총리 소속 일제강점하 강제동원피해진상규명위원회를 설치하고, 발간한 '타이헤이마루사건을 발간하였다. 2004년에는 북한에서 생존자인 황종수 할아버지가 남한을 방문하여 일본의 과거청산을 요구하는 국제연대협의회 제2회 서울대회에 참석하였으며, 일제의 만행을 생생하게 증언, 일본 과거사 청산을 촉구하였다.
일본 정부는 자료를 부분적으로 제공하고 있으나, 별다른 사죄의 뜻을 밝히지는 않았다. 타이헤이마루의 조선인 사망자에 대한 논의는 일본 정부에서 별다르게 논의되지 않다가, 아즈마 콘노 의원이 일본 국회에서 문제를 제기하며 시작되었다.
북한은 종군위안부 및 태평양전쟁피해자보상대책위원회를 설립하고, 일본정부의 철저한 진상조사, 강제연행 피해자들과 유가족들에 대한 공식 사죄와 배상, 유해발굴을 위한 실천적 조치, 책임자 처벌 등을 요구했다.

## 같이 보기
- 징용
- 침몰선
- 우키시마호 침몰 사건